# Hebdogiciel
Hebdogiciel est un magazine hebdomadaire au format journal des années 1980. Cette publication de la société Shift Éditions a accompagné la naissance de la micro-informatique familiale aux temps dits « héroïques » des premiers micro-ordinateurs personnels à architecture 8 bits (TI-99/4A, Commodore 64, TO7, ZX81 et Spectrum, Amstrad, Oric, etc.) et 16 bits.

## Historique
Ce journal est un recueil à la fois d'articles sur l'actualité informatique et de tests de logiciels, traités de façon satirique, et de listings de logiciels à saisir soi-même. Le journal vit alors essentiellement de ses ventes, car il a refusé pendant longtemps la publicité afin de garantir son indépendance.
Le concept du journal, à son début en 1983, est la publication hebdomadaire de programmes de lecteurs sous forme de listings à recopier. Progressivement, des contenus rédactionnels sont intégrés ; leur ton est humoristique, très familier et sans concession. Ciblant la tranche d'âge des 12-25 ans passionnés par leur micro-ordinateur personnel, les rédacteurs d’Hebdogiciel (surnommé « l'Hhhhebdo »), non contraints par une régie publicitaire, peuvent être très critiques sur l'appréciation des logiciels, des machines et du monde informatique en général, mais savent aussi être élogieux quand le sujet considéré leur apparaît comme bon.
Exemples de couvertures les plus caractéristiques : « Désolé, l'informatique c'est de la merde ! », « Atari nous a tous pris pour des cons », « IBM : des charlots » (IBM utilisait ce personnage créé par Charlie Chaplin dans ses publicités de l'époque) ou « Amstrad : des Mickeys » (avec, en illustration, la caricature d'Alan Sugar, le patron d'Amstrad, déguisé en Mickey).
Les rubriques s’étoffent avec le temps : « C'est nouveau, ça vient de sortir » (nouvelles et informations), « Bidouille-grenouille » (trucs et astuces pour déprotéger et recopier les jeux, solutions), « Mini-mire » (Minitel et microserveurs), « Deulignes » (le meilleur programme de la semaine en deux lignes de code en basic), etc.
Le « meilleur » programme est déterminé par le vote des lecteurs qui doivent découper un « bulletin de vote » situé dans chaque numéro. Les photocopies ne sont pas acceptées, mais les éditeurs rappellent malicieusement que les fans de tel ou tel programme une semaine donnée peuvent voter autant de fois qu'ils achèteraient de numéros cette semaine-là.
Des pages télévision, cinéma, bande dessinée, musique apparaissent, toujours irrévérencieuses et souvent hilarantes, surtout comparées au ton réservé du reste de la presse informatique.
La rubrique « Mini-mires » fournit quantité d'accès en code T1 (3613, gratuit) ou T2 (3614, simple coût de la communication) de serveurs minitel en T3 (3615, 60 F par heure), de façon à peine déguisée : « Je vous ai déjà dit 118 001 882 fois que nous ne donnerions jamais de codes d'accès en T2. C'est illégal ! »
À une époque où les Amstrad CPC offrent un intéressant rapport performances/prix, mais handicapés par l'usage de disquettes 3 pouces (pas 3 pouces 1/2) de Sony, peu répandues et difficiles à se procurer, le magazine publie un canular avec photo sur sa une : un Amstrad à disquettes 5 pouces 1/4 annoncé comme imminent. Une chute immédiate de vente des Amstrad dans l'attente de ce nouveau modèle annoncé entraîne un nouveau procès.
Entre Le Canard enchaîné et San Antonio, le style du rédactionnel et les illustrations de Carali (frère d'Edika) qu'on trouve aussi bien au milieu des textes que dans les listings des programmes à recopier sont les autres points forts du journal. Hebdogiciel est longtemps resté le seul hebdomadaire de micro-informatique grand public et n'a eu que très peu de publicité.
Le journal disparaît en janvier 1987 après que l'éditeur (Shift éditions) a lancé le « club Hebdogiciel » (destiné à faire de l'achat groupé), plusieurs autres revues (L'intox, Marcel, Amstrad Hebdo) et provoqué plusieurs procès. Plusieurs de ses journalistes (dont Michel Desangles, le principal rédacteur) continuent à écrire dans d'autres publications informatiques (dont Joystick Hebdo avec Christophe « Cris » Quéant pour les niouzes).
En 1997, le magazine Le Virus informatique publie une entrevue avec plusieurs membres de l'équipe d’Hebdogiciel .